# Billy Frick
Pour les articles homonymes, voir Frick.
Billy Frick, né le 21 septembre 1911 en Suisse et mort le 7 janvier 1977 à Zurich, est un artiste, acrobate et comédien. Comme acteur, il a la particularité d'avoir incarné Adolf Hitler dans plusieurs productions cinématographiques.

## Éléments biographiques
Marié à la danseuse suisse Syra Marty, de dix ans sa cadette, il occupe le poste de garde frontière durant la Seconde Guerre mondiale. Il gagne ensuite les États-Unis où il travaille comme artiste de cirque. Sous le nom de Lena Frick, son épouse le rejoint en 1948. Le couple reviendra après quelques années en Allemagne.

## Carrière
- 1964 : Fanny Hill (en), de Russ Meyer
- 1966 : Paris brûle-t-il?, de René Clément (rôle d'Hitler)
- 1970 : The Phantom Gunslinger, d'Albert Zugsmith
- 1974 : How to Seduce a Woman, de Charles Martin (rôle d'Hitler)
- 1977 : La Face cachée d'Adolf Hitler ou Nazis dans le rétro, de Richard Balducci et Michel de Vidas (rôle d'Hitler)

## Note
1. ↑  Source : article consacré à sa compagne.